# جيسيكو
جيسيكو، (بالإنجليزية: Gesico)‏، هي (بلدية)، في مقاطعة جنوب سردينيا، في منطقة سردينيا، الإيطالية، وتقع على بعد حوالي 45 كم (28 ميل) شمال كالياري. اعتبارا من 31 ديسمبر 2004، كان عدد سكانها 954 وتبلغ مساحتها 25.5 كيلومتر مربع (9.8 ميل مربع).

## السكان
في سنة 1861 بلغ عدد السكان 992 نسمة، وتطور العدد ليصل في سنة 2011 لـ 886 نسمة.
يظهر هذا المخطط البياني تطور النمو السكاني لـ جيسيكو